# پادزهر (فیلم ۲۰۰۲)
پادزهر یا دی-تاکس ( به انگلیسی D-Tox ) عنوان فیلمی اکشن - ماجرایی به کارگردانی جیم گیلیسپی محصول سال ۲۰۰۲ میلادی . این فیلم براساس رمانی به همین نام ساخته شده‌است .

## داستان
یک مأمور FBI به نام جک مالویی ( با بازی سیلوستر استالونه ) در دستگیری یک قاتل سادیسم ، مدت هاست که ناکام مانده . در حین یک مأموریت جدید برای دستگیری قاتل ، در حالیکه جک ، فکر می‌کند که در یک قدمی پیروزی است و قاتل را گرفتار کرده ، ناگهان با جسد همسرش رو به رو می‌شود . باز هم قاتل بازی را برده است ...

## بازیگران
- سیلوستر استالونه در نقش جک مالویی
- چارز اس. داتون در نقش چاک هندریکز
- پلی والکر در نقش جنی مانرو
- کارتنی بی. وانس در نقش ویل جونز
- تام برینگر در نقش هنک
- کریس کریستوفرسون در نقش دکتر جان
- آنتونی جی. مایفساد در نقش کارل براندو
- جفری ورایت در نقش جاورسکی
- رابرت پاتریک در نقش پیتر نوآ
- رابرت پروسکیدر نقش مک کنزی
- شون پاتریک فلانری در نقش کانر
- استفن لانگ در نقش جک بینت
- دینا میر در نقش مری
- رانس هاوارد در نقش جیزر
- کریستوفر فالفورد در نقش فرانک اسلاتر
- آنجلا آلوارادو در نقش لوپز